# Gymnocalycium deeszianum
Gymnocalycium deeszianum (укр. Гімнокаліціум Десца, Гімнокаліціум десціанум) — сукулентна рослина з роду гімнокаліціум (Gymnocalycium) родини кактусових (Cactaceae).

## Історія
Вид вперше описаний німецьким ботаніком Бруноом Дельцом (нім. Bruno Dölz, 1906—1945) у 1943 році у виданні нім. «Kakteenkunde».

## Етимологія
Видова назва дана на честь німецького любителя кактусів Х. Десца (нім. H. Deesz).

## Ареал і екологія
Gymnocalycium deeszianum є ендемічною рослиною Аргентини. Ареал розташований у провінції Кордова.

## Морфологічний опис
| Орган              | Опис |
| ------------------ | --- |
| Рослини            | поодинокі, приплюснуто-кулясті або коротко-циліндричні колір світло-оливковий з віком стає густо-зеленим, до 6,5 см в діаметрі. |
| Коріння            | |
| Стебло             | |
| Епідерміс          | |
| Ребра              | 7-8 з чіткими підборіддя подібними виступами.                                                                                   |
| Ареоли             | |
| Аксили             | |
| Колючки            | близько 7, блідо-жовті, відстовбурчені від поверхні стебла або злегка прилеглі, вигнуті, до 2,5 см завдовжки.                   |
| Центральні колючки | |
| Радіальні колючки  | |
| Квіти              | вершково-білі з рожевим відтінком, до 5 см завдовжки.                                                                           |
| Бутони             | |
| Зовнішні пелюстки  | |
| Внутрішні пелюстки | |
| Тичинки            | |
| Маточка            | |
| Плоди              | |
| Насіння            | |

## Чисельність, охоронний статус та заходи по збереженню
Охороняється Конвенцією про міжнародну торгівлю видами дикої фауни і флори, що перебувають під загрозою зникнення (CITES).